# Manuel Jacinto Nogueira da Gama
Manuel Jacinto Nogueira da Gama, primeiro visconde com grandeza e Marquês de Baependi (São João del-Rei, 8 de setembro de 1765 — Rio de Janeiro, 15 de fevereiro de 1847), foi um militar, político e professor brasileiro, doutorado em matemática e filosofia pela Universidade de Coimbra.

## Biografia
Filho de Nicolau Antônio Nogueira e de Ana Josefa de Almeida e Gama. Seu irmão José Inácio Nogueira da Gama se casou com Francisca Maria do Vale de Abreu e Melo, baronesa de São Mateus, gerando desta união um filho: Nicolau Antônio Nogueira Vale da Gama, visconde com grandeza de Nogueira da Gama.
Era neto de Tomé Rodrigues Nogueira do Ó, tronco da família Nogueira de Baependi, do qual pertencem vários políticos brasileiros.
Casou aos 7 de agosto de 1809, com Francisca Mônica Carneiro da Costa, filha do coronel de milícias Braz Carneiro Leão e Ana Francisca Rosa Maciel da Costa, baronesa de São Salvador de Campos de Goitacases. Tiveram quatro filhos: Brás Carneiro Nogueira da Costa e Gama (conde de Baependi), Manuel Jacinto Carneiro da Costa e Gama (barão de Juparanã) e Francisco Nicolau Carneiro Nogueira da Costa e Gama (barão com honras de grandeza de Santa Mônica), este futuro genro do duque de Caxias. Sua neta Francisca Jacinta Nogueira da Gama casou-se com Antônio Dias Coelho Neto dos Reis (conde de Carapebus). Dele também descende o historiador Pedro Calmon.
Exerceu diversos cargos políticos, principalmente durante fins do Primeiro Reinado e inícios do período regencial, como: deputado da assembleia constituinte de 1823, tendo sido um dos signatários da Constituição brasileira de 1824, senador por Minas Gerais em 1826, presidente da província do Rio de Janeiro, presidente do Senado em 1838, ministro da fazenda em diversos gabinetes, inclusivamente no último do reinado de D. Pedro I. Como militar, chegou à patente de marechal-de-campo.
Grande do Império, foi conselheiro imperial e fidalgo-cavaleiro. Recebeu os graus de dignitário da Imperial Ordem do Cruzeiro, de grã-cruz da Imperial Ordem da Rosa e de comendador da Imperial Ordem de São Bento de Avis. Recebeu o viscondado com grandeza por decreto de 12 de Outubro de 1824 e o marquesado por decreto de 12 de Outubro de 1826. O título faz referência à cidade mineira de Baependi.